# Grünenbaum (Ronsdorf)
Grünenbaum ist eine Ortslage im Stadtbezirk Ronsdorf der bergischen Großstadt Wuppertal in Nordrhein-Westfalen/Deutschland.

## Lage und Beschreibung
Die Ortslage liegt im Wohnquartier Blutfinke an der Straße Rädchen südwestlich des Ronsdorfer Ortszentrums unmittelbar an der Stadtgrenze zu Remscheid. Benachbarte Ortslagen sind neben dem Ortskern Ronsdorfs die Orte und Wohnplätze Rädchen, Mühle, Hütte, Heidt, Stall, Echo und die Remscheider Orte Neuland, Grüne, Langenhaus, Oelingrath, Wüste und Flügel.

## Geschichte
Grünenbaum erscheint als grünenbaum auf dem Plan der Stadt Ronsdorf des Geometers J. W. Buschmann aus dem Jahr 1790. Auf der Topographischen Aufnahme der Rheinlande von 1824 ist der Ort als Grünenbaum und auf der Preußischen Uraufnahme von 1843 als am Grünenbaum verzeichnet.
Durch Grünenbaum verlief ein Kohlenweg vom Lichtscheid über die Höhen zu dem Hammerwerken im Remscheider Morsbachtal. Von diesem Kohlenweg ist zwischen Grünenbaum und Neuland ein Hohlweg als Bodendenkmal unter Schutz gestellt. Dieser Kohlenweg ist auf der Topographia Ducatus Montani von Erich Philipp Ploennies von 1715 verzeichnet.
1815/16 besaß der Ort sechs Einwohner. 1832 gehörte Grünenbaum zur Honschaft Hohenhagen der Bürgermeisterei Lüttringhausen. Der laut der Statistik und Topographie des Regierungsbezirks Düsseldorf als Arbeiterwohnung kategorisierte Ort besaß zu dieser Zeit ein Wohnhaus. Zu dieser Zeit lebten elf Einwohner im Ort, alle evangelischen Glaubens. Im Gemeindelexikon für die Provinz Rheinland von 1888 werden ein Wohnhaus mit zehn Einwohnern angegeben.
Am 15. Mai 1900 kam Grünenbaum im Rahmen eines Gebietsaustauschs von der Bürgermeisterei Lüttringhausen zur Bürgermeisterei Ronsdorf.